# Makarios III van Cyprus
Makarios III (Grieks: Μακάριος Γ) eigenlijke naam: Michael Christodoulou Mouskos (Grieks: Μιχαήλ Χριστοδούλου Μούσκος) (Ano Panayia, 13 augustus 1913 – Nicosia, 3 augustus 1977) was een Grieks-Cypriotisch geestelijke en president van Cyprus.

## Bisschop
Makarios III studeerde op Cyprus en werd tot Grieks-orthodox priester gewijd. Daarna studeerde hij vele jaren theologie en sociologie in Boston (VS). In 1948 werd hij bisschop van Kition en supporter van de Enosis (='aansluitings') Beweging van de Grieks-Cyprioten. De Enosis-Beweging streefde vereniging van de toenmalige Britse kolonie met Griekenland na. Op 18 september 1950 werd Makarios gekozen tot aartsbisschop van Cyprus. Van 1956 tot 1957 leefde Makarios in ballingschap op het eiland Mahé. Daarna keerde hij naar Cyprus terug. Na de onafhankelijkheid van Cyprus op 16 augustus 1960 werd Makarios de eerste president van de Republiek Cyprus.

## President van de Republiek Cyprus
De Turks-Cyprioten weigerden aansluiting bij Griekenland (enosis) en streefden naar autonomie. Ze verzetten zich tegen alle politiek van Makarios. Gedurende Makarios' bewind waren er veelvuldig gewelddadige conflicten tussen de Turks-Cyprioten en de Grieks-Cyprioten. Van Grieks-Cypriotische zijde werd er vooral geweld gebruikt door de EOKA-II (ook EOKA-B genoemd), een radicale afsplitsing van de EOKA-I (ook EOKA-A genoemd), onder bevel van de Griekse kolonel Georgios Theodoros Grivas.
Op 28 december 1967 werd de voorlopige Turkse administratie van Cyprus opgericht door Fazıl Küçük (1906-1984). In 1968 werd Makarios als president van Cyprus herkozen met Küçük als vicepresident.
In 1971 keerde Grivas terug op Cyprus in de veronderstelling dat Enosis de wind in de rug had door het kolonelsregime in Athene. Hij organiseerde bomaanslagen op Makarios en ontvoerde en vermoordde diens medewerkers. Begin 1974 stierf Grivas, maar de Eoka ging onverminderd door. Op 15 juli 1974 pleegde de EOKA-II een staatsgreep en moest Makarios naar de VS uitwijken. De EOKA installeerde Nikos Sampson als president. Op 20 juli 1974 viel Turkije Cyprus binnen, omdat het bevreesd was dat de Enosis (aansluiting) met Griekenland spoedig onder de nieuwe EOKA-regering zou plaatsvinden en vanwege de onophoudelijke schermutselingen. Turkije bezette het Oost-Cypriotische deel van het eiland en installeerde aldaar een regering onder Rauf Denktaş van de Nationale Unie Partij. Op 23 juli 1974 gaf de regering van Nikos Sampson de macht terug aan Makarios die direct daarop naar Cyprus terugkeerde en opnieuw president werd.

## Concessies aan de Turks-Cyprioten
Makarios deed nu wel concessies aan de Turks-Cyprioten, maar die riepen uiteindelijk in februari 1975 de Republiek der Turks-Cyprioten uit. Deze scheiding is er vandaag de dag nog en wordt door enkele landen erkend.
Makarios overleed in 1977. Sindsdien is het wederzijdse vertrouwen onder beide bevolkingsgroepen nog zeer gering. Politieke spanningen steken nog altijd de kop op. Ook met de onderhandelingen voor de toetreding van Turkije tot de Europese Unie vormt de kwestie Cyprus een struikelblok. Door weigering van Ankara om EU-lidstaat Cyprus te erkennen kunnen de onderhandelingen moeizaam verlopen.